# جرج میهالکا
جرج میهالکا (انگلیسی: George Mihalka؛ زادهٔ ۱۹۵۳) کارگردان فیلم اهل کانادا است که بیشتر بابت کارگردانی فیلم اسلشر ولنتاین خونین من شناخته می‌شود.
از فیلم‌های دیگری که وی در آن‌ها نقش داشته‌است، می‌توان به رسوایی اشاره نمود.